# 弗拉凯尔凡
弗拉凯尔凡（法語：Fraquelfing，法語發音：[fʁakɛlfɛ̃]）是法国摩泽尔省的一个市镇，属于萨尔堡-萨兰堡区。

## 地理
弗拉凯尔凡（48°38'22"N, 6°59'19"E）面积4.44 平方千米，位于法国大東部大區摩泽尔省，该省份为法国东北部内陆省份，是洛林的一部分，西南接默尔特-摩泽尔省，东临下莱茵省，北与卢森堡和德国接壤。
与弗拉凯尔凡接壤的市镇（或旧市镇、城区）包括：贝尔特朗布瓦、阿斯帕克、阿蒂尼、拉讷沃维尔-莱洛尔坎、洛尔坎、尼德罗夫。

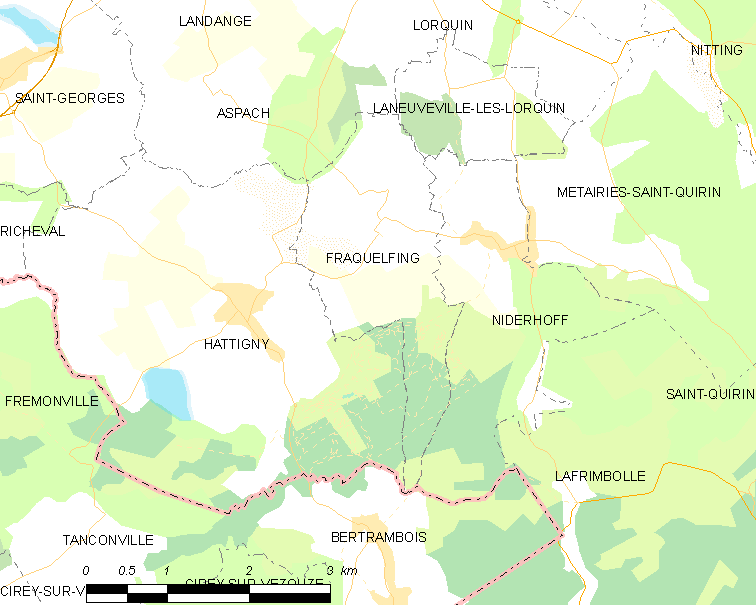
弗拉凯尔凡的OSM定位图

弗拉凯尔凡的时区为UTC+01:00、UTC+02:00（夏令时）。

## 行政
弗拉凯尔凡的邮政编码为57790，INSEE市镇编码为57233。

## 政治
弗拉凯尔凡所属的省级选区为法尔斯堡县。

## 人口

1962-2008年间弗拉凯尔凡人口变化图示

弗拉凯尔凡于2022年1月1日时的人口数量为84人。